# Druhá strana oblohy
Druhá strana oblohy (anglicky „The Other Side of the Sky“) je vědeckofantastická povídka britského spisovatele Arthura C. Clarka z roku 1957, má 6 navazujících kapitol, které vyšly i samostatně. Jedná se o tyto:
- „Spěšná zásilka“ - anglicky „Special Delivery“
- „Opeřený přítel“ - anglicky „Feathered Friends“
- „Zhluboka se nadechněte“ (též „Zhluboka se nadechni“) - anglicky „Take a Deep Breath“
- „Kosmická volnost“ (též „Svoboda vesmíru“) - anglicky „Freedom of Space“
- „Kolemjdoucí“ - anglicky „Passer-by“
- „Volání hvězd“ - anglicky „The Call of the Stars“

Česky vyšla povídka ve sbírce Směr času (Polaris, 2002) v překladu Josefa Hořejšího a její kapitoly samostatně ve sbírce Odvrácená strana nebe (2008, Baronet). Samotný titulní název „Odvrácená strana nebe“ je jiný překlad původního anglického názvu „The Other Side of the Sky“.
Všechny příběhy se odehrávají ve stejném prostředí, nejmenovaný vypravěč popisuje své pestré vzpomínky z působení na 2. přenosové stanici - jedné ze tří vesmírných stanic na geostacionární oběžné dráze určených k přenosu televizního a rozhlasového vysílání.

## Spěšná zásilka
Píše se rok 1997 a technik na kosmické stanici (na geostacionární oběžné dráze nad rovníkem ve výšce 35 000 km) určené pro přenos televizních a rozhlasových kanálů bilancuje dosavadní činnost. Nad rovníkem operují celkem 3 přenosové stanice a jejich posádky musí pracovat ve velmi strohých podmínkách. Proto se obyvatelé 2. stanice radují, když se dovědí o kosmické lodi řízené autopilotem, která jim má dopravit sprchu pro stav beztíže, filmy a další zábavu, zkrátka věci usnadňující pobyt v kosmu. Vypravěč se doposud bavil především pozorováním povrchu Země pomocí teleskopu. Nyní pozoruje přilétávající loď a díky svým zkušenostem pozná, že něco není v pořádku. Dopravní loď má poruchu, motory se nevypnuly a loď i s cenným nákladem směřuje někam za Pluto.

## Opeřený přítel
- Claribel - kanárek.
- Jock Duncan - kuchař/lékař/dietik na stanici.
- Jim - technik.
- Sven Olson - stavební technik kosmické stanice.

Sven Olson propašuje na orbitální stanici kanárka jménem Claribel, který se stane miláčkem i ostatních členů stanice. Jednoho dne Sven pátrá po ztraceném kanárkovi. Když jej najde, Claribel vypadá jako bez života. Někdo navrhne, aby mu dali dýchnout kyslíku. Claribel ožije, ale za chvíli zase zmalátní. Vypravěče napadne, že bude asi něco se vzduchem, i on se cítí malátný a ví, že kanárci jsou na tohle velmi citliví. Technici jdou prověřit ventilační systémy a ukáže se, že byly porouchané. Kanárek zachránil posádce život.

## Zhluboka se nadechněte (Zhluboka se nadechni)
Povídka líčí nehodu, která mohla skončit tragicky. Pro vyvolání umělé gravitace se celá Přenosová stanice 2 otáčí kolem své osy, tato odstředivá síla dodává obvodu stanice přibližně polovinu zemské přitažlivosti. Obvod rotuje rychlostí cca 50 km/h. Kóje pro spaní jsou umístěny právě na obvodu. Když v noci vypravěče probudí lehký otřes, přiměje jej to k uvažování. Na kosmické stanici je třeba vzít v potaz jakoukoli neobvyklou situaci. Také telefonní linka je hluchá, navíc zmizela gravitace. Kosmonauti čelí nebezpečí, jejich kóje se odtrhla a vzdaluje se od stanice. Musí vyčkat a doufat v záchranu. Ta se skutečně dostaví, ale uvěznění muži musí překonat několik metrů v kosmu bez ochranných obleků.

## Kosmická volnost (Svoboda vesmíru)
Koncem 70. let se dokončují práce na soustavě Přenosových stanic a chystá se jejich uvedení do provozu k účelu, kterému mají sloužit. Zkušební televizní vysílání proběhlo mezi Anglií a Austrálií, oficiální zahájení bude doprovázeno velkolepou show, která bude mít velkou sledovanost. Na kosmickou stanici přilétá Gregory Wendell - televizní hvězda, jenž má show odsud moderovat. Po odvysílání mimořádně úspěšného programu se Wendell rozhodne na stanici zůstat a pracovat zde, ačkoli by na Zemi mohl dostat kteroukoli práci, o kterou by stál.

## Kolemjdoucí
Vypravěč příběhu se ještě během studií na Zemi seznámil s Julií, do níž se zamiloval. Oba skončili ve vesmíru, ale nedostali se na stejnou kosmickou stanici. Vypravěč je na Přenosové stanici č. 2 a Julie pracuje na 1400 km vzdálené Solární observatoři. Když je pověřen velením na stanici, bere si raketový skútr a odlétá za svou láskou. Cestu absolvuje několikrát, během jedné z nich kolem něj proletí podivná věc. Není si vůbec jist, zda je to asteroid nebo vrak cizí kosmické lodi. Vzhledem ke komplikacím s vysvětlováním zneužívání raketového skútru a k předpokládané všeobecné skepsi se rozhodne o události pomlčet. Po letech jej trápí jiná věc, Julie jej opustila a provdala se za jiného muže.

## Volání hvězd
Dvacáté století končí a vypravěč, nyní velitel kosmické stanice vzpomíná na svou kariéru. V mládí si kupoval časopisy a knihy o astronautice a hltal jejich obsah. Vždy toužil stát se astronautem a opustit Zemi, s čímž jeho otec nesouhlasil a dával mu to najevo. Mladý muž si však prosadil svou a dal se na dráhu kosmického průkopníka. Když se na rampě loučil s otcem, nevěděl, že je nemocný. Otec s jeho odchodem nesouhlasil, ale nechtěl mu bránit nízkou hrou na city, to bylo pod jeho úroveň. Po mnoha letech už syn ví, jak se otec cítil. Čeká jej rozloučení se svým vnukem, který za chvíli odletí na palubě kosmické lodi Hvězdný oheň do vesmírných dálav...
| „                                 | Tak jsem se rozloučil se Zemí a se svým otcem, který mě miloval, ale neuměl mi to říct. Odpočívá tam na planetě, kterou bych mohl zakrýt dlaní... | “ |
| — Arthur C. Clarke - Volání hvězd | |   |